# アーヴィントン (ポートランド)

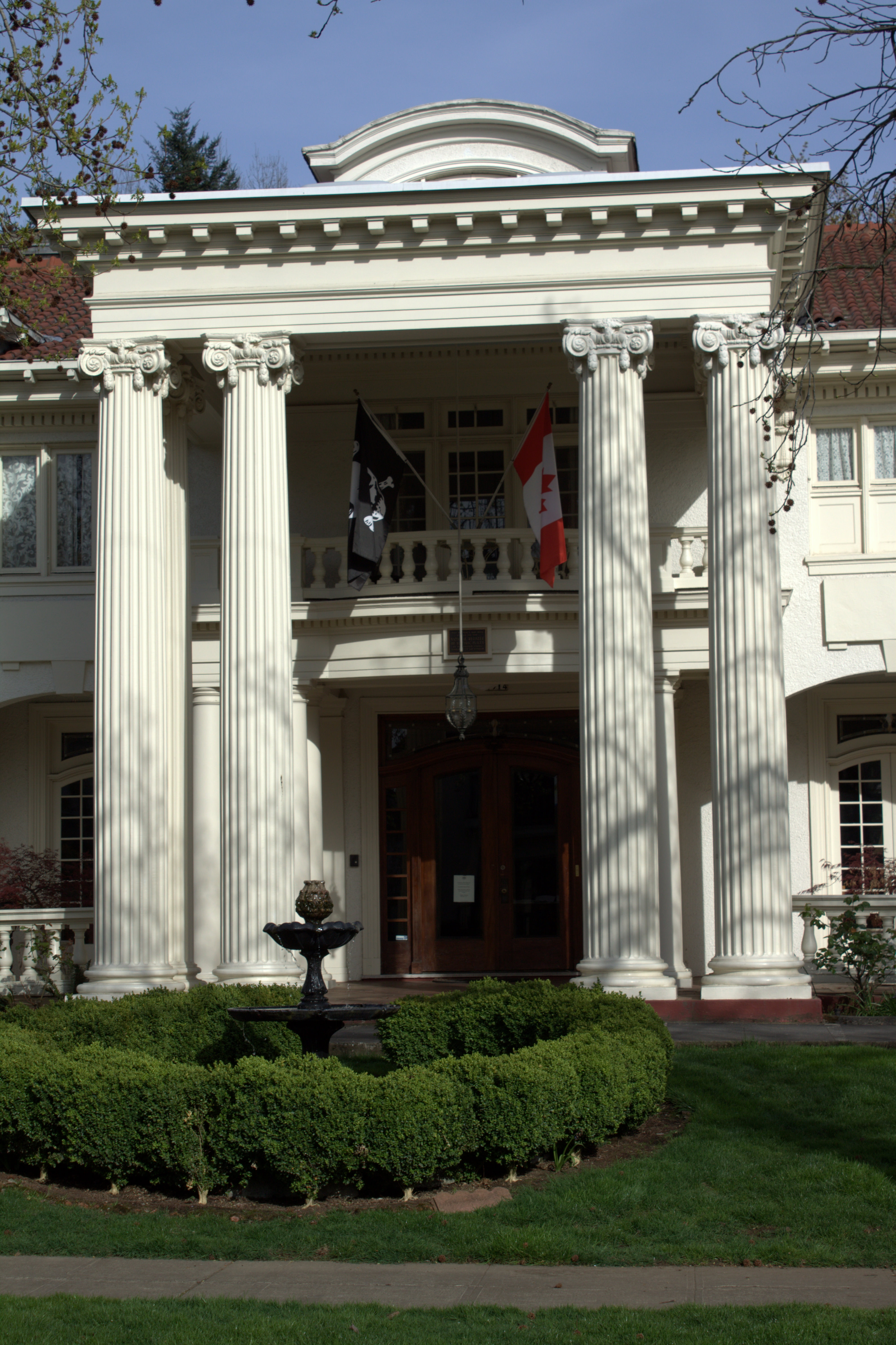
ロバート・F・ライティー邸

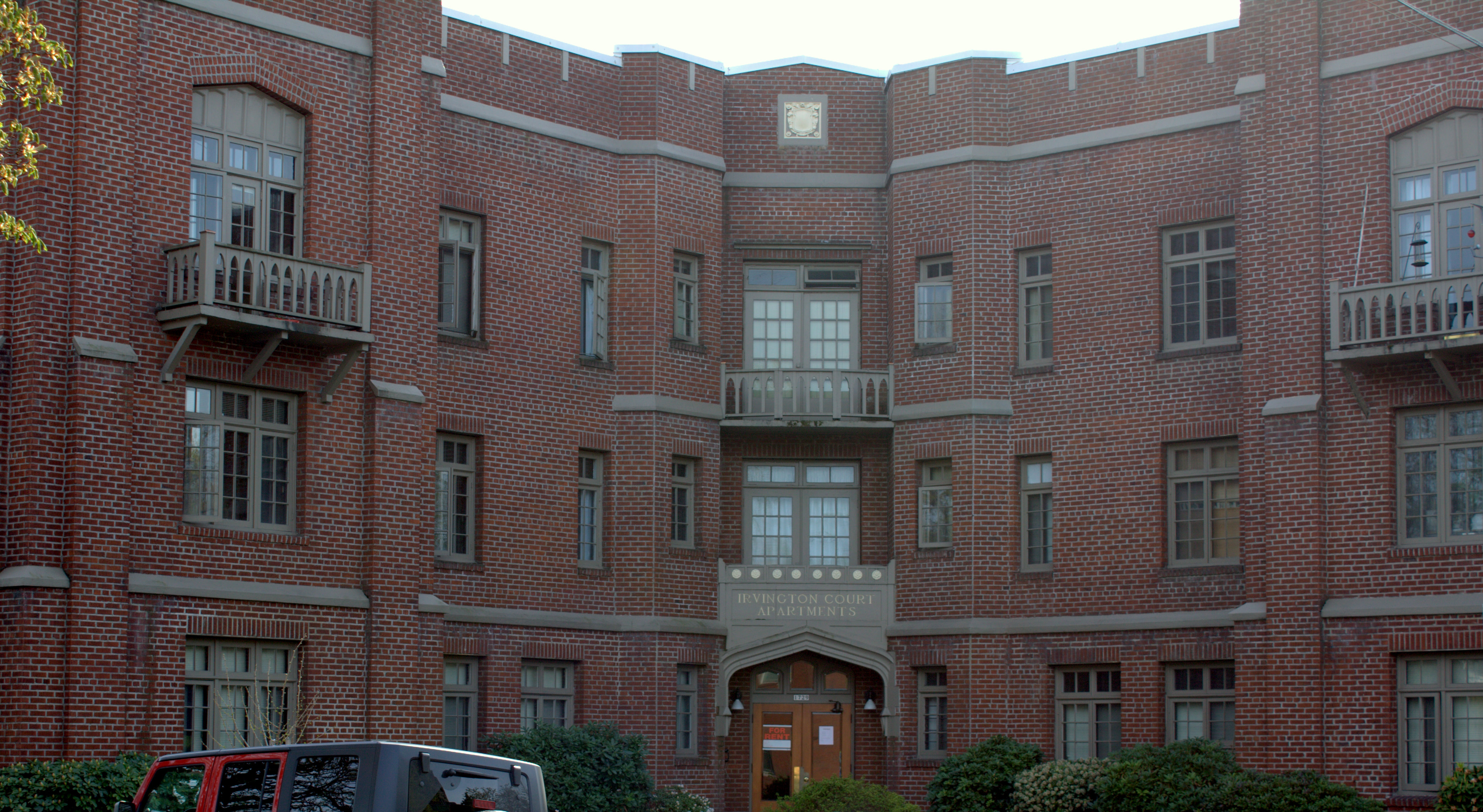
歴史ある集合住宅

アーヴィントン（Irvington）は、アメリカ合衆国オレゴン州ポートランド北東部に位置する地区。ポートランドの地区関与局（Office of Neighborhood Involvement）によれば、アーヴィントンは東西では北東7番通り（NE 7th Ave）から北東26番通り（NE 26th Ave）まで、また南北では北東フレモント通り（NE Fremont St）から北東ブロードウェイ（NE Broadway）まで延びた矩形の地域である。北部でキングとサビンとアラメダに隣接し、東部でアラメダとグラント・パーク、南部でサリヴァンズ・ガルチとロイド・ディストリクト、西部でエリオットに接する。（サビンとアラメダはアーヴィントンの北東部まで延びており、2つの重複地域を形成している。）
アーヴィントン地区は、広大な区画に大きな豪邸が立ち並んだ高級住宅街で知られる。アーヴィントン地区自治会（Irvington Community Association）は毎年春季にこのような邸宅のツアーを企画しており、そこで得た収入で地域の活動に資金を供給している。